# Snooker Shoot-Out 2011
Das Snooker Shoot-Out 2011 war ein Snookerturnier, das vom 28. bis 30. Januar 2011 in Blackpool ausgetragen wurde.
Das Finale gewann Nigel Bond mit 58:24 gegen Robert Milkins.

## Preisgeld
Sieger: 32.000 £

Finalist: 16.000 £

Halbfinalisten: 8.000 £

Viertelfinalisten: 4.000 £

Achtelfinalisten: 2.000 £

Letzte 32: 1.000 £

Letzte 64: 500 £
Höchstes Break: 2.000 £

Gesamt: 130.000 £

## Ergebnisse

### 1. Runde
| - Freitag, 28. Januar, 18:00 - Tony Drago w/o:w/d Liang Wenbo - Mark Allen 34:71 Ryan Day - Stephen Lee 62:34 Michael Holt - Nigel Bond 46:24 Joe Jogia - Stephen Hendry 29:55 Fergal O’Brien - Robert Milkins 82:6 Martin Gould - Andrew Higginson 27:16 Jamie Burnett - Tom Ford 84:0 Stephen Maguire - Ding Junhui 15:71 Dominic Dale - Jimmy White 28:62 Ali Carter - Michael Judge 26:72 Alan McManus - Mark Williams 7:93 John Higgins - Ronnie O’Sullivan (113):0 Marco Fu - Peter Ebdon 24:72 Steve Davis - Jimmy Michie 21:32 Marcus Campbell - Mark King 79:0 Jimmy Robertson | - Samstag, 29. Januar, 12:00 - Barry Pinches 15:106 Neil Robertson - Peter Lines 65:24 Barry Hawkins - Shaun Murphy 28:30 Rory McLeod - Alfie Burden (106):0 Matthew Selt - Ricky Walden 0:130 Joe Perry - Judd Trump 52:31 Dave Harold - Graeme Dott 99:16 Matthew Couch - Jamie Cope 1:81 Ken Doherty - Adrian Gunnell 85:30 David Morris - Gerard Greene 38:55 Rod Lawler - Matthew Stevens 36:67 Mike Dunn - Stuart Pettman 41:35 Bjorn Haneveer - Joe Swail 6:49 Mark Davis - Andy Hicks 34:44 Mark Selby - Anthony Hamilton 70:31 Anthony McGill - Stuart Bingham 46:31 Ian McCulloch |

### 2. Runde
| - Samstag, 29. Januar, 18:00 - Nigel Bond 96:0 Stephen Lee - Mark Davis 30:31 Judd Trump - Marcus Campbell 67:1 Andrew Higginson - Mike Dunn 66:59 Alfie Burden - Robert Milkins 54:9 Tom Ford - Stuart Bingham 37:34 Adrian Gunnell - Rory McLeod 61:57 Tony Drago - Mark Selby 89:6 Stuart Pettman | - Samstag, 29. Januar, 18:00 - Peter Lines 54:47 John Higgins - Alan McManus 49:50 Neil Robertson - Rod Lawler 34:93 Ronnie O’Sullivan - Ali Carter 48:57 Fergal O’Brien - Dominic Dale 15:52 Anthony Hamilton - Mark King 120:0 Steve Davis - Joe Perry 25:83 Ken Doherty - Ryan Day 53:40 Graeme Dott |

### Achtelfinale
| - Sonntag, 30. Januar, 14:00 - Mark King 61:5 Fergal O’Brien - Nigel Bond 47:45 Rory McLeod - Stuart Bingham 6:52 Mike Dunn - Judd Trump 39:37 Peter Lines | - Sonntag, 30. Januar, 14:00 - Ryan Day 22:48 Robert Milkins - Neil Robertson 63:13 Ken Doherty - Ronnie O’Sullivan (123):6 Mark Selby - Marcus Campbell 88:0 Anthony Hamilton |

### Viertelfinale
| - Sonntag, 30. Januar, 19:00 - Robert Milkins 50:27 Judd Trump - Mark King 23:29 Nigel Bond | - Sonntag, 30. Januar, 19:00 - Neil Robertson 49:57 Marcus Campbell - Ronnie O’Sullivan 94:14 Mike Dunn |

### Halbfinale
- Sonntag, 30. Januar, 19:00
  -  Nigel Bond 55:14  Marcus Campbell
  -  Robert Milkins 72:35  Ronnie O’Sullivan

### Finale
- Sonntag, 30. Januar, 19:00
  -  Nigel Bond 58:24  Robert Milkins

## Century Breaks
| Ronnie O’Sullivan | 123, 113 |
| Mark King         | 112      |
| Alfie Burden      | 106      |